# 荃灣裁判法院

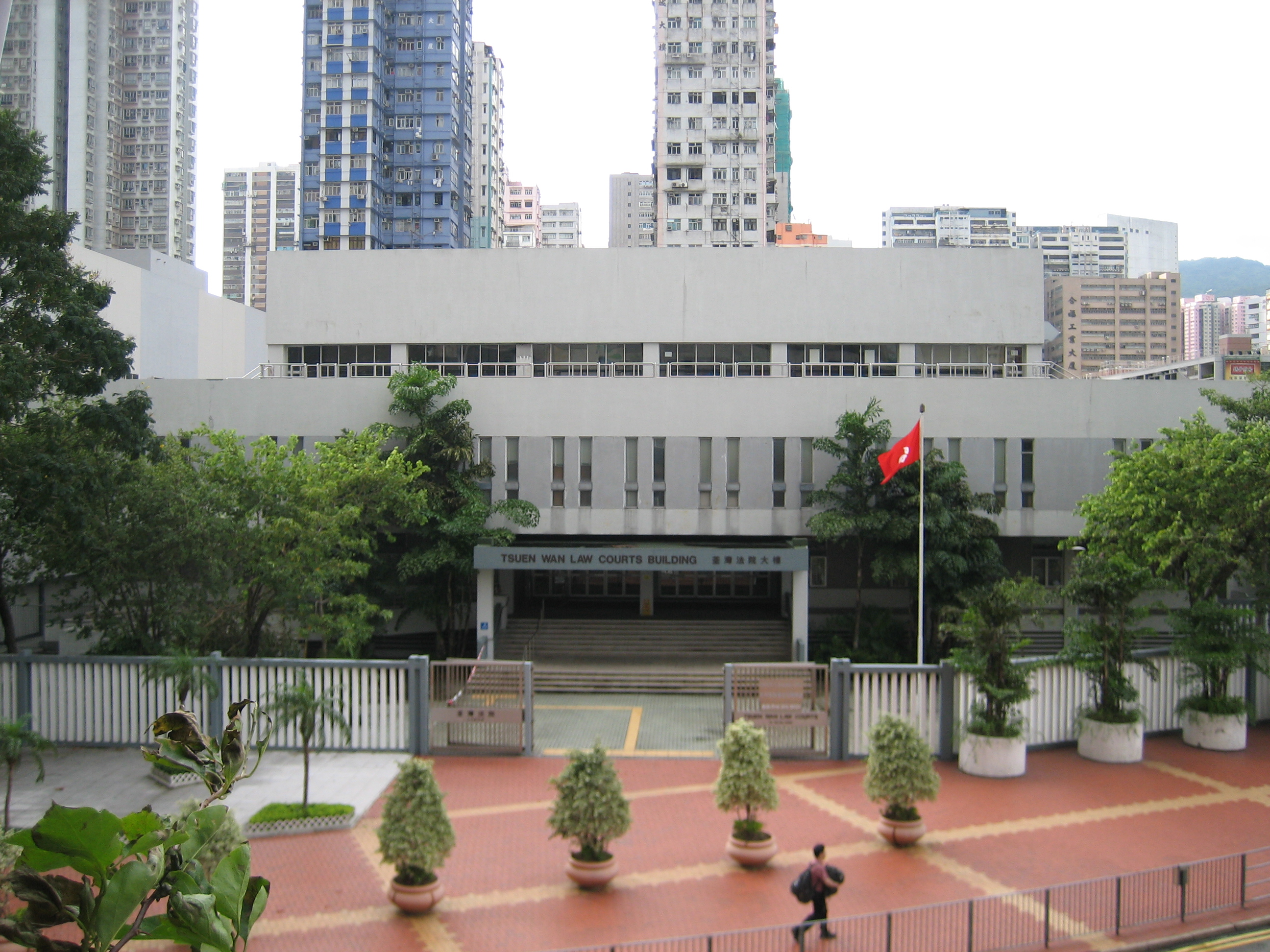
荃灣裁判法院舊址

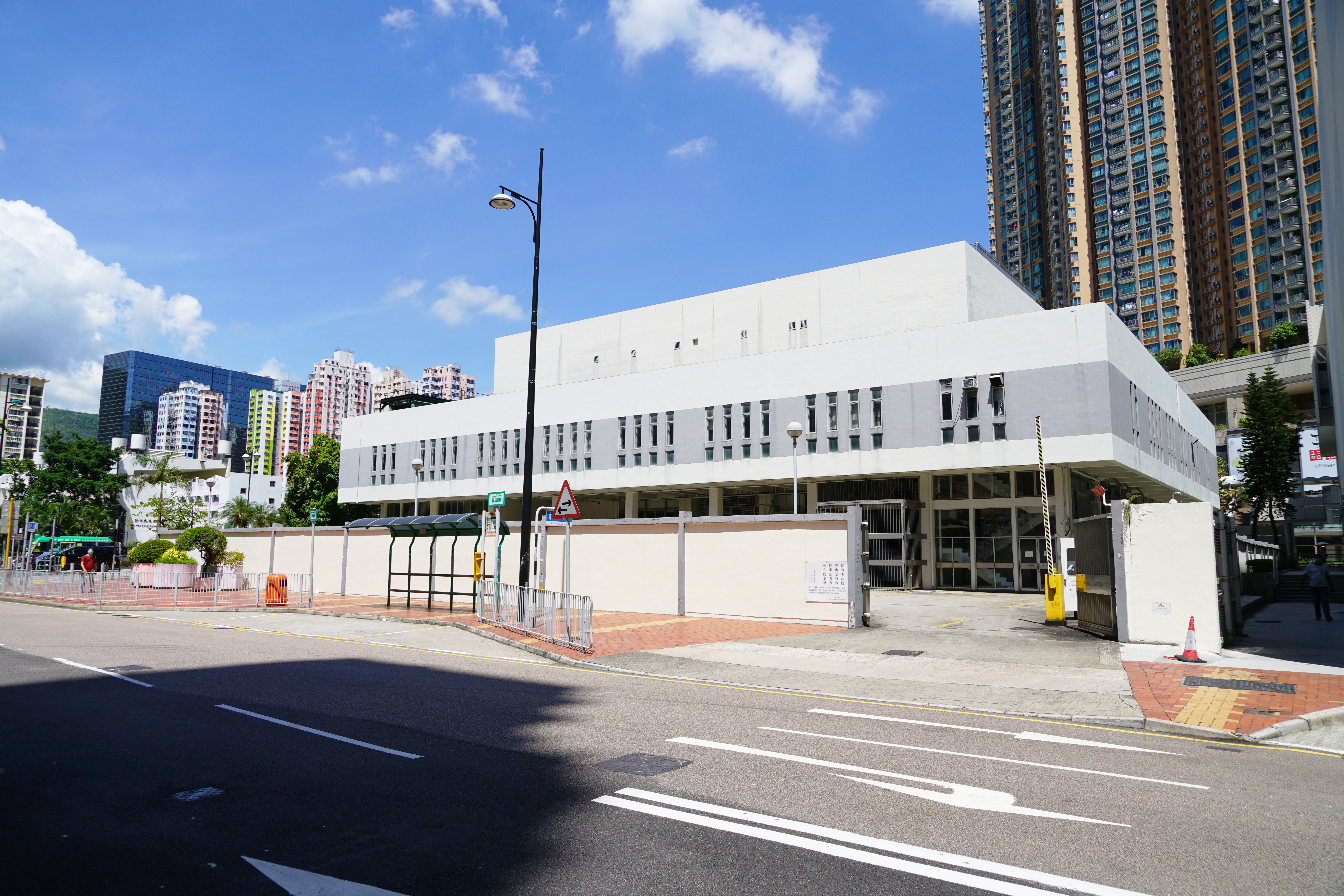
荃灣法院大樓面向圓墩圍

荃灣裁判法院（英語：Tsuen Wan Magistrates' Courts；案号代码TW）是香港的一所裁判法院，位處新界荃灣大河道70號荃灣法院大樓，樓高3層，鄰近荃灣大會堂，曾是荃灣區、葵青區及離島區大嶼山的最初級刑事法院，於1971年啟用，建於1950年代荃灣填海後的土地上。2016年12月遷至西九龍法院大樓並改名為西九龍裁判法院，並曾經關閉，直至2021年10月4日重用荃灣法院大樓以處理香港區域法院的部分案件。
大樓的外圍有混凝土欄柵，正門入口設有鋁閘，而大樓的高層設有和已經被拆卸的新蒲崗裁判法院相同的窄小的玻璃幕牆。該法院為香港最後一個沒有電梯的法院大樓。

## 歷史
香港司法機構為了節省資源，曾經打算於2006年初關閉荃灣裁判法院，與屯門裁判法院合併。不過，由於西區裁判法院及北九龍裁判法院已先後於2003年及2005年關閉，司法機構認為不宜再減少裁判法院數目，於是擱置相關計劃。
司法機構最終決定在深水埗興建西九龍法院大樓，竣工後把荃灣裁判法院、小額錢債審裁處、死因裁判法庭及淫褻物品審裁處重置於法院大樓之內，荃灣裁判法院的案件則轉交西九龍裁判法院及東區裁判法院。法院於2016年12月27日正式關閉，完成45年歷史任務。2018年，大樓暫用作沙中線紅磡站偷工減料事件調查委員會的特別法庭，直至2020年初調查完結為止。
2020年10月23日，司法機構表示準備重用荃灣法院處理區域法院的案件，以騰出空間處理反對逃犯條例修訂草案運動的相關案件。改裝工程預算2,900萬元，於2021年8月竣工，並於同年10月4日啟用。

## 重大案件
1973年9月3日，李小龍的死因聆訊在荃灣裁判法院開審，經過7天的審理並傳召大量證人後，9月24日3名男性陪審員一致裁定李小龍「死於非命」。
2016年4月13日，轟動一時的三男一女荃灣灰窰角街工廈水泥藏屍案，疑犯均於荃灣裁判法院提堂。

## 外部連結
- 荃灣裁判法院關閉計劃押後 （页面存档备份，存于）